# Ƣ
Ƣ (gemenform: ƣ) är en bokstav som har använts i olika latinska ortografier för turkiska språk i det forna Sovjetunionen. Den placerades mellan g och h i alfabetet och representerade en tonande velar frikativa [ɣ] eller en tonande uvular frikativa [ʁ] ("skorrande r"). Språk som tidigare använde bokstaven, exempelvis azerbajdzjanska och tatariska, har numera ersatt den med bokstaven ğ från det turkiska alfabetet.